# Jacques de Vau de Claye
Jacques de Vau de Claye (né au XVIesiècle) fut un cartographe de la Renaissance. Il collabora à l'école de cartographie de Dieppe.

## Carte du Brésil
En 1579, il élabora notamment une carte très détaillée des côtes et rivages du Brésil, notamment grâce aux informations recueillies à la suite des expéditions françaises de Nicolas Durand de Villegagnon et du pasteur protestant Jean de Léry dans les territoires français du Brésil situés autour de la baie de Guanabara et du fort Coligny. Cette carte du Brésil, réalisée sur parchemin avec manuscrits et enluminures, fait partie du fonds cartographique de la Bibliothèque nationale à Paris.

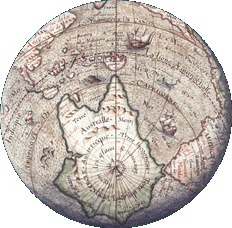
Globe terrestre de Jacques de Vau de Claye (1583)

## Globe terrestre
En 1583, il réalisa un globe terrestre représentant un immense continent austral relié à l'Australie et formant une seule unité terrestre. Cette représentation d'un tel continent austral était courante à cette époque de la part des cartographes de l'école de cartographie de Dieppe. Les navigateurs portugais étaient à l'origine de cette représentation, car ces derniers furent nombreux à collaborer à cette école de cartographie de Dieppe et à avoir navigué vers l'Asie du Sud-Est et la Chine.